# Gerrit Klop

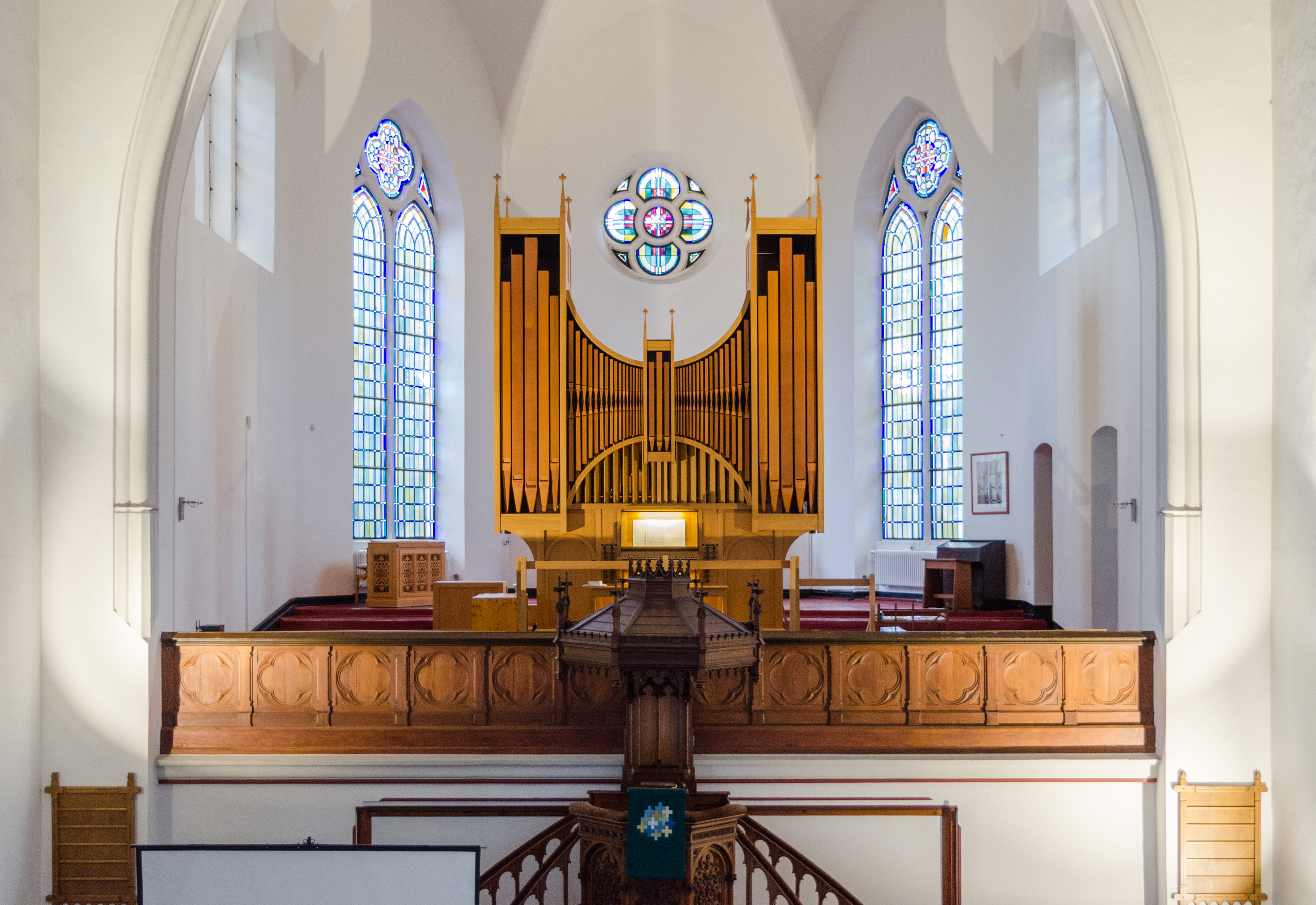
Klop-orgel in de Evangelische Kreuzeskirche van Duisburg, in het stadsdeel Marxloh.

Gerrit Cornelis Klop (Landsmeer, 10 januari 1935 – Garderen, 5 december 2018) was een Nederlandse bouwer van historische toetsinstrumenten, zoals klavecimbels en orgels.
Klop werd geboren als zoon van de scheepsbouwer van houten jachten Gerrit Cornelis Klop en Lijntje Naaktgeboren. Hij koos in eerste instantie voor een opleiding als chemicus aan de HTS en werkte hij enkele jaren bij chemische bedrijven.
De interesse voor muziek werd gewekt toen hij als kind orgelles kreeg op een harmonium. Nadat Klop op een reis in Frankrijk een klavecimbelconcert hoorde, bouwde hij in zijn garage zelf een replica van dit middeleeuwse instrument. Het instrument werd getest door de beroemde klavecinist Gustav Leonhardt. Vervolgens ontwikkelde zijn hobby zich tot fulltime beroep. 
In 1974 schreef hij een handleiding voor het stemmen van het klavecimbel, dat een standaardwerk werd.

## Bedrijf
Het eenmansbedrijf breidde zich uit tot een bedrijf met 10 medewerkers onder de bedrijfsnaam Klop Orgels & Klavecimbels. Het werkterrein verbreed naar barokorgels waaronder kistorgels en grote pijporgels. Zijn eerste grote kerkorgel bouwde hij voor de Maranathakerk in Driebergen in 1988, naar voorbeeld van het Compeniusorgel in het Deense Slot Frederiksborg uit 1612. Een ander fraai houten kerkorgel maakte Klop in de jaren 1992-1993 voor de Sint-Ceciliakerk in Berkel-Enschot. In totaal bouwde hij zo'n 2000 instrumenten. Hij signeerde de instrumenten met G.C. Klop.

## Publicatie
- (en) Klop, G.C. (1974) Harpsichord Tuning: course outline. Garderen, Werkplaats voor clavecimbelbouw.